# Ludwig zu Hohenlohe-Jagstberg
Ludwig Albrecht Constantin Fürst zu Hohenlohe-Jagstberg (* 5. Juni 1802 in Bartenstein; † 22. August 1850 ebenda) war ein Offizier der Armee des Königreichs Sardinien in Piemont und Standesherr des Königreichs Württemberg.

## Abstammung
Geboren wurde er als Sohn von Fürst Karl zu Hohenlohe-Jagstberg (1766–1838) und von Henriette Charlotte Friederike, geborene Herzogin von Württemberg (1767–1817), jüngste Tochter des Herzogs Ludwig Eugen. Fürst Ludwig hatte noch vier Schwestern und eine Halbschwestern aus der zweiten Ehe seines Vaters.

## Leben
Ludwig Fürst zu Hohenlohe-Jagstberg war Offizier in der piemontesischen Armee und zuletzt Oberst der Kavallerie.
Als sein Vater 1838 starb, erbte er den Fürstentitel der Linie  Hohenlohe-Waldenburg-Jagstberg. Dazu kam 1844 der Titel der Linie Hohenlohe-Waldenburg-Bartenstein, der durch den Tod des kinderlosen Fürsten Karl August zu Hohenlohe-Waldenburg-Bartenstein an ihn fiel. Beide Titel waren verbunden mit einem Mandat in der Kammer der Standesherren der Landstände in Stuttgart. Zu den Sitzungen des Landtags erschien der Fürst jedoch nie persönlich. Mit seinem Tod 1850 trennte sich die Standesherrschaft zunächst noch einmal in die beiden Linien Hohenlohe-Waldenburg-Bartenstein und Hohenlohe-Waldenburg-Jagstberg.

## Ehe und Nachkommen
Fürst Ludwig war seit dem 11. Januar 1835 mit Henriette Wilhelmine Prinzessin zu Auersperg (1815–1901) verheiratet. Aus der Ehe des Fürstenpaares gingen vier Kinder hervor:
- Auguste (1836–1842)
- Karl Fürst zu Hohenlohe-Bartenstein (1837–1877)
- Luise Caroline Johanna Franziska Marie (1840–1873), seit 1863 verheiratet mit Leopold von Sternberg, General der Kavallerie
- Albert Fürst zu Hohenlohe-Jagstberg (1842–1898)